# Burg Hirschau
Die Burg Hirschau ist eine abgegangene Wasserburg im Flurbereich Burgäcker südlich der Kirche in Hirschau, einem Stadtteil von Tübingen im Landkreis Tübingen in Baden-Württemberg.
Die Burg war Sitz der vom 14. bis Mitte des 15. Jahrhunderts erwähnten niederadeligen Herren von Hirschau. 1312 und 1371 wurde die Burg als hohenbergisches Lehen genannt.